# یورگن شوتسه
یورگن شوتسه (انگلیسی: Jürgen Schütze; ۳ مارس ۱۹۵۱ – ۶ سپتامبر ۲۰۰۰) دوچرخه‌سوار اهل آلمان بود.
وی در مسابقات کشوری و بین‌المللی در مجموع برندهٔ ۱ مدال برنز شده‌است.